# Unione Calcio Sampdoria 2009-2010
Questa voce raccoglie le informazioni riguardanti l'Unione Calcio Sampdoria nelle competizioni ufficiali della stagione 2009-2010.

## Stagione
All'indomani della conclusione del campionato 2008-09, la società comunica il termine del rapporto con Walter Mazzarri (che in due anni ha conseguito una qualificazione europea e una finale di Coppa Italia) e l'ingaggio di Luigi Delneri. La nuova stagione inizia dal terzo turno della Coppa Italia 2009-10, in cui i blucerchiati travolgono per 6-2 l'appena retrocesso Lecce. In campionato un filotto di 5 vittorie - 4 delle quali consecutive - nelle prime 6 giornate valgono la vetta della classifica, ottenuta dopo aver sconfitto l'Inter. L'unico precedente che vedeva i doriani al comando solitario era quello del 1991, coinciso allora con il tricolore. Il primato dura appena una settimana, in quanto il pareggio casalingo contro il Parma consente ai nerazzurri di riprendere il primo posto. Nelle successive 7 giornate, i doriani ottengono solo due vittorie contro Bologna per 4-1 e Chievo per 2-1 perdendo invece con la Juventus (5-1 a Torino), Cagliari, il derby contro il Genoa scendendo al 4º posto. L'anno solare si chiude con altre disfatte, per mano di Milan e Livorno (già fautore dell'eliminazione in coppa) e termina il girone d'andata al 12º posto con 26 punti.
All'inizio del 2010, la tranquillità dell'ambiente viene minata dal «caso» che vede protagonisti Antonio Cassano e l'allenatore: a seguito di un infortunio e di polemiche con il tecnico, il giocatore sarà escluso dai convocati per varie partite. Il fantasista festeggia tuttavia nel migliore dei modi il ritorno in campo, segnando gol decisivi nelle vittorie contro Juventus, Genoa e Milan. La risalita in classifica porta la squadra ad occupare il quarto posto, confermato grazie al successo contro la Roma che - a conti fatti - costerà ai giallorossi lo scudetto e anche grazie a 6 vittorie nelle ultime 7 partite. Difendendo il piazzamento negli ultimi 270' di campionato, viene centrato il ritorno in Champions League a 18 anni dall'unica partecipazione. La Sampdoria oltre a essere rimasta imbattuta in casa, risulta inoltre la squadra che - nei principali campionati d'Europa - ha incassato in casa il minor numero di reti: sono appena 10 le marcature al passivo tra le mura amiche, meglio per esempio del Barcellona (11) e del Manchester United (12).
È stata anche la squadra che ha totalizzato più punti (dopo la Roma) nel girone di ritorno (ben 41).

## Divise e sponsor
Lo sponsor tecnico per la stagione 2009-2010 è Kappa, mentre lo sponsor ufficiale è ERG Più.
| Casa | Trasferta | Terza Divisa | Portiere |

## Organigramma societario
Area direttiva
- Presidente: Riccardo Garrone
- Vice presidente: Fabrizio Parodi
- Amministratore delegato e direttore generale: Giuseppe Marotta
- Consiglieri: Vittorio Garrone, Emanuele Repetto, Giorgio Vignolo, Monica Mondini, Enrico Cisnetto

Area organizzativa
- Segretario generale: Umberto Marino
- Team manager: Giorgio Ajazzone

Area comunicazione
- Responsabile area comunicazione: Alberto Marangon
- Ufficio Stampa: Matteo Gamba

Area marketing
- Ufficio marketing: Marco Caroli, Cristina Serra, Christian Monti

Area tecnica
- Direttore sportivo: Salvatore Asmini
- Coordinatore Osservatori: Fabio Paratici
- Allenatore: Luigi Delneri
- Allenatore in seconda: Francesco Conti
- Preparatori atletici: Roberto De Bellis (responsabile), Agostino Tibaudi
- Preparatore dei portieri: Guido Bistazzoni
- Recupero infortuni: Luca Alimonta

Area sanitaria
- Responsabile sanitario: Dott. Amedeo Baldari
- Medici sociali: Dott. Claudio Mazzola, Dott. Gianedilio Solimei
- Fisioterapisti: Marco Bertuzzi, Mauro Doimi
- Massaggiatori: Cosimo Cannas, Maurizio Lo Biundo

## Rosa
| N. |                      | Ruolo | Calciatore                |
| -- | -------------------- | ----- | ------------------------- |
| 1  | Italia (bandiera)    | P     | Luca Castellazzi          |
| 3  | Svizzera (bandiera)  | D     | Reto Ziegler              |
| 5  | Italia (bandiera)    | D     | Pietro Accardi            |
| 6  | Italia (bandiera)    | D     | Stefano Lucchini          |
| 7  | Italia (bandiera)    | C     | Daniele Mannini           |
| 8  | Italia (bandiera)    | D     | Luciano Zauri             |
| 9  | Italia (bandiera)    | A     | Nicola Pozzi              |
| 10 | Italia (bandiera)    | A     | Giampaolo Pazzini         |
| 11 | Italia (bandiera)    | A     | Claudio Bellucci          |
| 11 | Serbia (bandiera)    | A     | Stefan Šćepović           |
| 12 | Argentina (bandiera) | C     | Fernando Tissone          |
| 13 | Italia (bandiera)    | D     | Marco Rossi               |
| 14 | Austria (bandiera)   | A     | Dieter Elsneg             |
| 15 | Italia (bandiera)    | D     | Vasco Regini              |
| 16 | Italia (bandiera)    | C     | Andrea Poli               |
| 17 | Italia (bandiera)    | C     | Angelo Palombo (capitano) |

| N. |                     | Ruolo | Calciatore                      |
| -- | ------------------- | ----- | ------------------------------- |
| 18 | Italia (bandiera)   | C     | Stefano Guberti                 |
| 19 | Italia (bandiera)   | C     | Daniele Franceschini            |
| 20 | Svizzera (bandiera) | C     | Marco Padalino                  |
| 21 | Italia (bandiera)   | P     | Matteo Guardalben               |
| 22 | Italia (bandiera)   | D     | Fabrizio Cacciatore             |
| 23 | Italia (bandiera)   | P     | Mario Cassano                   |
| 23 | Lituania (bandiera) | D     | Marius Stankevičius             |
| 28 | Italia (bandiera)   | D     | Daniele Gastaldello             |
| 30 | Italia (bandiera)   | P     | Marco Storari                   |
| 77 | Italia (bandiera)   | C     | Franco Semioli                  |
| 88 | Italia (bandiera)   | A     | Salvatore Foti                  |
| 90 | Italia (bandiera)   | P     | Vincenzo Fiorillo               |
| 90 | Italia (bandiera)   | A     | Emanuele Testardi               |
| 91 | Italia (bandiera)   | C     | Roberto Soriano                 |
| 92 | Italia (bandiera)   | D     | Daniele Messina                 |
| 99 | Italia (bandiera)   | A     | Antonio Cassano (vice capitano) |

## Calciomercato

### Sessione estiva(dall'1/7 all'1/9)
| Acquisti | Acquisti              | Acquisti      | Acquisti          |
| R.       | Nome                  | da            | Modalità          |
| -------- | --------------------- | ------------- | ----------------- |
| P        | Marco Costantino      | SPAL          | prestito          |
| P        | Matteo Guardalben     |               | svincolato        |
| D        | Fabrizio Cacciatore   | Triestina     | fine prestito     |
| D        | Vasco Regini          | Cesena        | compartecipazione |
| D        | Marco Rossi           | Parma         | prestito          |
| D        | Luciano Zauri         | Lazio         | prestito          |
| C        | Daniele Mannini       | Napoli        | compartecipazione |
| C        | Andrea Poli           | Sassuolo      | fine prestito     |
| C        | Mohammed Rabiu        | Liberty Prof. | prestito          |
| C        | Franco Semioli        | Fiorentina    | definitivo        |
| C        | Fernando Tissone      | Udinese       | compartecipazione |
| A        | Henri Anier           | Flora Tallinn | definitivo        |
| A        | Emanuele Bardelloni   | Brescia       | prestito          |
| A        | Salvatore Foti        | Udinese       | riscatto          |
| A        | Nicola Pozzi          | Empoli        | prestito          |
| A        | Alessandro Provenzano | Siracusa      | definitivo        |
| A        | Joonas Tamm           | Flora Tallinn | prestito          |
| A        | Emanuele Testardi     | Pescara       | prestito          |

| Cessioni | Cessioni                   | Cessioni          | Cessioni          |
| R.       | Nome                       | a                 | Modalità          |
| -------- | -------------------------- | ----------------- | ----------------- |
| P        | Antonio Mirante            | Parma             | prestito          |
| P        | Daniele Padelli            | Bari              | prestito          |
| D        | Alessandro Bastrini        | Salernitana       | prestito          |
| D        | Gianluigi Bianco           | Sassuolo          | prestito          |
| D        | Jonathan Bottinelli        | San Lorenzo       | definitivo        |
| D        | Hugo Armando Campagnaro    | Napoli            | definitivo        |
| D        | Manuel da Costa            | Fiorentina        | fine prestito     |
| D        | Michele Ferri              |                   | svincolato        |
| D        | Matteo Lanzoni             | Mantova           | prestito          |
| D        | Leonardo Martín Migliónico | Livorno           | definitivo        |
| D        | Mirko Pieri                | Livorno           | definitivo        |
| D        | Andrea Raggi               | Palermo           | fine prestito     |
| D        | Jonathan Rossini           | Sassuolo          | prestito          |
| D        | Massimo Volta              | Cesena            | prestito          |
| C        | Massimo Bonanni            | Pescara           | definitivo        |
| C        | Bruno Fontes da Mota       | Le Mont           | prestito          |
| C        | Gennaro Delvecchio         | Catania           | definitivo        |
| C        | Daniele Dessena            | Cagliari          | prestito          |
| C        | Vladimir Koman             | Bari              | prestito          |
| C        | Paolo Sammarco             | Udinese           | prestito          |
| C        | Francesco Signori          | Vicenza           | prestito          |
| C        | Danilo Soddimo             | Salernitana       | prestito          |
| A        | Emiliano Bonazzoli         | Reggina           | definitivo        |
| A        | Gabriel Enzo Ferrari       | Foggia            | prestito          |
| A        | Nicola Ferrari             | Sassuolo          | fine prestito     |
| A        | Bruno Fornaroli            | Recreativo Huelva | prestito          |
| A        | Guido Marilungo            | Lecce             | prestito          |
| A        | Mattia Mustacchio          | Ancona            | prestito          |
| A        | Alessandro Romeo           | Ascoli            | compartecipazione |

### Sessione invernale(dal 2/01 al 1/02)
| Acquisti | Acquisti               | Acquisti     | Acquisti      |
| R.       | Nome                   | da           | Modalità      |
| -------- | ---------------------- | ------------ | ------------- |
| P        | Mario Cassano          | Piacenza     | prestito      |
| P        | Marco Storari          | Milan        | prestito      |
| D        | Sune Aagaard Kiilerich | Midtjylland  | definitivo    |
| C        | Stefano Guberti        | Roma         | prestito      |
| A        | Dieter Elsneg          | Frosinone    | prestito      |
| A        | Stefan Šćepović        | OFK Belgrado | prestito      |
| C        | Danilo Soddimo         | Salernitana  | fine prestito |
| A        | Gabriel Enzo Ferrari   | Foggia       | fine prestito |

| Cessioni | Cessioni             | Cessioni | Cessioni          |
| R.       | Nome                 | a        | Modalità          |
| -------- | -------------------- | -------- | ----------------- |
| P        | Vincenzo Fiorillo    | Reggina  | prestito          |
| D        | Marius Stankevičius  | Siviglia | prestito          |
| A        | Salvatore Foti       | Piacenza | prestito          |
| A        | Claudio Bellucci     | Livorno  | definitivo        |
| C        | Danilo Soddimo       | Pescara  | compartecipazione |
| A        | Gabriel Enzo Ferrari | Ternana  | prestito          |

## Risultati

### Serie A

#### Girone di andata
| Arbitro: | Banti (Livorno) |

|              |           |                              |
| Morimoto 38’ | Marcatori | 9’ Pazzini 90+3’ Gastaldello |

| Arbitro: | Trefoloni (Siena) |

|                                       |           |               |
| Pazzini 11’ Mannini 45+1’ Cassano 83’ | Marcatori | 56’ Di Natale |

| Arbitro: | Gava (Conegliano) |

|  |           |             |
|  | Marcatori | 63’ Mannini |

| Arbitro: | C. Russo (Nola) |

|                                           |           |          |
| Palombo 23’ Mannini 31’ Padalino 48’, 85’ | Marcatori | 68’ Fini |

| Arbitro: | Morganti (Ascoli) |

|                           |           |  |
| Jovetić 25’ Gilardino 66’ | Marcatori |  |

| Arbitro: | Rizzoli (Bologna) |

|             |           |  |
| Pazzini 72’ | Marcatori |  |

| Arbitro: | Mazzoleni (Bergamo) |

|             |           |              |
| Pazzini 23’ | Marcatori | 30’ Galloppa |

| Arbitro: | Orsato (Schio) |

|               |           |             |
| Matuzalém 42’ | Marcatori | 40’ Pazzini |

| Arbitro: | Saccani (Mantova) |

|                                         |           |             |
| Pazzini 8’ Mannini 17’, 33’ Ziegler 26’ | Marcatori | 62’ Osvaldo |

| Arbitro: | Rocchi (Firenze) |

|                                                            |           |             |
| Amauri 26’, 62’ Chiellini 42’ Camoranesi 50’ Trezeguet 88’ | Marcatori | 63’ Pazzini |

| Genova 1º novembre 2009, ore 15:00 UTC+1 11ª giornata | Sampdoria     | 0 – 0 referto | Bari | Stadio Luigi Ferraris (26.179 spett.)\| Arbitro: \| Valeri (Roma) \| |
| Arbitro:                                              | Valeri (Roma) |               |      |                                                                      |

| Arbitro: | Gervasoni (Mantova) |

|                     |           |  |
| Conti 85’ Matri 89’ | Marcatori |  |

| Arbitro: | Russo (Nola) |

|                          |           |               |
| M. Rossi 19’ Pazzini 65’ | Marcatori | 80’ Mantovani |

| Arbitro: | Rosetti (Torino) |

|                                                     |           |  |
| Milanetto 10’ (rig.) Rossi 53’ Palladino 75’ (rig.) | Marcatori |  |

| Arbitro: | Rocchi (Firenze) |

|                                   |           |  |
| Borriello 1’ Seedorf 20’ Pato 23’ | Marcatori |  |

| Genova 13 dicembre 2009, ore 20:45 UTC+1 16ª giornata | Sampdoria         | 0 – 0 referto | Roma | Stadio Luigi Ferraris (24.073 spett.)\| Arbitro: \| Damato (Barletta) \| |
| Arbitro:                                              | Damato (Barletta) |               |      |                                                                          |

| Arbitro: | Celi (Campobasso) |

|                                   |           |             |
| Rivas 39’ Danilevicius 47’, 90+3’ | Marcatori | 15’ Cassano |

| Arbitro: | Romeo (Verona) |

|             |           |            |
| Cassano 41’ | Marcatori | 40’ Cavani |

| Arbitro: | Rizzoli (Bologna) |

|           |           |  |
| Denis 71’ | Marcatori |  |

#### Girone di ritorno
| Arbitro: | Morganti (Ascoli Piceno) |

|                    |           |           |
| Pazzini 45’ (rig.) | Marcatori | 14’ Llama |

| Arbitro: | C. Russo (Nola) |

|                              |           |                                          |
| Di Natale 7’ (rig.) Isla 44’ | Marcatori | 27’ (rig.) Pazzini 57’ Pozzi 66’ Semioli |

| Arbitro: | Celi (Campobasso) |

|                           |           |  |
| Palombo 36’ Pazzini 45+1’ | Marcatori |  |

| Arbitro: | Candussio (Cervignano del Friuli) |

|               |           |                          |
| Maccarone 82’ | Marcatori | 3’ Gastaldello 77’ Pozzi |

| Arbitro: | Morganti (Ascoli Piceno) |

|                         |           |  |
| Semioli 16’ Pazzini 40’ | Marcatori |  |

| Milano 20 febbraio 2010, ore 20:45 UTC+2 25ª giornata | Inter               | 0 – 0 referto | Sampdoria | Stadio Giuseppe Meazza (53.806 spett.)\| Arbitro: \| Tagliavento (Terni) \| |
| Arbitro:                                              | Tagliavento (Terni) |               |           |                                                                             |

| Arbitro: | Rocchi (Firenze) |

|              |           |  |
| Zaccardo 54’ | Marcatori |  |

| Arbitro: | Brighi (Cesena) |

|                         |           |             |
| Guberti 29’ Pazzini 36’ | Marcatori | 7’ Floccari |

| Arbitro: | Peruzzo (Schio) |

|             |           |                 |
| Raggi 90+2’ | Marcatori | 86’ Gastaldello |

| Arbitro: | Tagliavento (Terni) |

|             |           |  |
| Cassano 76’ | Marcatori |  |

| Arbitro: | C. Russo (Nola) |

|                               |           |             |
| Meggiorini 58’ P. Barreto 86’ | Marcatori | 19’ Cassano |

| Arbitro: | Banti (Livorno) |

|             |           |          |
| Guberti 48’ | Marcatori | 81’ Nenè |

| Arbitro: | Gava (Conegliano) |

|               |           |                        |
| Mantovani 76’ | Marcatori | 1’ Cassano 55’ Pazzini |

| Arbitro: | Tagliavento (Terni) |

|             |           |  |
| Cassano 23’ | Marcatori |  |

| Arbitro: | Rizzoli (Bologna) |

|                                  |           |               |
| Cassano 54’ (rig.) Pazzini 90+2’ | Marcatori | 20’ Borriello |

| Arbitro: | Damato (Barletta) |

|           |           |                  |
| Totti 14’ | Marcatori | 52’, 85’ Pazzini |

| Arbitro: | Trefoloni (Siena) |

|                        |           |  |
| Cassano 5’ Ziegler 84’ | Marcatori |  |

| Arbitro: | Rosetti (Torino) |

|                    |           |                    |
| Miccoli 68’ (rig.) | Marcatori | 54’ (rig.) Pazzini |

| Arbitro: | Rizzoli (Bologna) |

|             |           |  |
| Pazzini 51’ | Marcatori |  |

### Coppa Italia

#### Turni preliminari
| Arbitro: | Rosetti (Torino) |

|                                                                  |           |                                 |
| Pazzini 8’, 33’ Cassano 32’, 59’ Palombo 76’ (rig.) Padalino 90’ | Marcatori | 73’ Defendi 81’ (aut.) Lucchini |

| Arbitro: | N. Stefanini (Prato) |

|             |           |                                      |
| Mannini 46’ | Marcatori | 74’ (aut.) Lucchini 86’ Danilevicius |

## Statistiche
Statistiche aggiornate al 16 maggio 2010

### Statistiche di squadra
| Competizione | Punti | In casa | In casa | In casa | In casa | In casa | In casa | In trasferta | In trasferta | In trasferta | In trasferta | In trasferta | In trasferta | Totale | Totale | Totale | Totale | Totale | Totale | DR  |
| Competizione | Punti | G       | V       | N       | P       | Gf      | Gs      | G            | V            | N            | P            | Gf           | Gs           | G      | V      | N      | P      | Gf     | Gs     | DR  |
| ------------ | ----- | ------- | ------- | ------- | ------- | ------- | ------- | ------------ | ------------ | ------------ | ------------ | ------------ | ------------ | ------ | ------ | ------ | ------ | ------ | ------ | --- |
| Serie A      | 67    | 19      | 13      | 6       | 0       | 31      | 10      | 19           | 6            | 4            | 9            | 18           | 31           | 38     | 19     | 10     | 9      | 49     | 41     | +8  |
| Coppa Italia | -     | 2       | 1       | 0       | 1       | 7       | 4       | 0            | 0            | 0            | 0            | 0            | 0            | 2      | 1      | 0      | 1      | 7      | 4      | +3  |
| Totale       | -     | 21      | 14      | 6       | 1       | 38      | 14      | 19           | 6            | 4            | 9            | 18           | 31           | 40     | 20     | 10     | 10     | 56     | 45     | +11 |

### Andamento in campionato
| Giornata  | 1 | 2 | 3 | 4 | 5 | 6 | 7 | 8 | 9 | 10 | 11 | 12 | 13 | 14 | 15 | 16 | 17 | 18 | 19 | 20 | 21 | 22 | 23 | 24 | 25 | 26 | 27 | 28 | 29 | 30 | 31 | 32 | 33 | 34 | 35 | 36 | 37 | 38 |
| --------- | - | - | - | - | - | - | - | - | - | -- | -- | -- | -- | -- | -- | -- | -- | -- | -- | -- | -- | -- | -- | -- | -- | -- | -- | -- | -- | -- | -- | -- | -- | -- | -- | -- | -- | -- |
| Luogo     | T | C | T | C | T | C | C | T | C | T  | C  | T  | C  | T  | T  | C  | T  | C  | T  | C  | T  | C  | T  | C  | T  | T  | C  | T  | C  | T  | C  | T  | C  | C  | T  | C  | T  | C  |
| Risultato | V | V | V | V | P | V | N | N | V | P  | N  | P  | V  | P  | P  | N  | P  | N  | P  | N  | V  | V  | V  | V  | N  | P  | V  | N  | V  | P  | N  | V  | V  | V  | V  | V  | N  | V  |
| Posizione | 4 | 1 | 1 | 1 | 3 | 1 | 2 | 2 | 2 | 3  | 3  | 5  | 4  | 4  | 8  | 6  | 10 | 10 | 12 | 13 | 10 | 7  | 6  | 5  | 7  | 7  | 6  | 6  | 5  | 5  | 7  | 5  | 5  | 4  | 4  | 4  | 4  | 4  |

Legenda:

Luogo: C = Casa; T = Trasferta. Risultato: V = Vittoria; N = Pareggio; P = Sconfitta.

### Statistiche dei giocatori
| Giocatore       | Serie A  | Serie A | Serie A     | Serie A    | Coppa Italia | Coppa Italia | Coppa Italia | Coppa Italia | Totale   | Totale | Totale      | Totale     |
| Giocatore       | Presenze | Reti    | Ammonizioni | Espulsioni | Presenze     | Reti         | Ammonizioni  | Espulsioni   | Presenze | Reti   | Ammonizioni | Espulsioni |
| --------------- | -------- | ------- | ----------- | ---------- | ------------ | ------------ | ------------ | ------------ | -------- | ------ | ----------- | ---------- |
| P. Accardi      | 14       | 0       | 4           | 0          | 1            | 0            | 0            | 0            | 15       | 0      | 4           | 0          |
| C. Bellucci     | 8        | 0       | 0           | 0          | 2            | 0            | 0            | 0            | 10       | 0      | 0           | 0          |
| F. Cacciatore   | 10       | 0       | 0           | 1          | 1            | 0            | 1            | 0            | 11       | 0      | 1           | 1          |
| A. Cassano      | 32       | 9       | 3           | 0          | 1            | 2            | 0            | 0            | 33       | 11     | 3           | 0          |
| M. Cassano      | -        | -       | -           | -          | -            | -            | -            | -            | -        | -      | -           | -          |
| L. Castellazzi  | 19       | -26     | 1           | 0          | 1            | -2           | 0            | 0            | 20       | -28    | 1           | 0          |
| D. Elsneg       | -        | -       | -           | -          | -            | -            | -            | -            | -        | -      | -           | -          |
| V. Fiorillo     | 1        | -1      | 0           | 0          | 1            | -2           | 0            | 0            | 2        | -3     | 0           | 0          |
| S. Foti         | -        | -       | -           | -          | -            | -            | -            | -            | -        | -      | -           | -          |
| D. Franceschini | 6        | 0       | 0           | 0          | 1            | 0            | 0            | 0            | 7        | 0      | 0           | 0          |
| D. Gastaldello  | 33       | 3       | 12          | 0          | -            | -            | -            | -            | 33       | 3      | 12          | 0          |
| M. Guardalben   | -        | -       | -           | -          | -            | -            | -            | -            | -        | -      | -           | -          |
| S. Guberti      | 16       | 3       | 0           | 0          | -            | -            | -            | -            | 16       | 3      | 0           | 0          |
| S. Lucchini     | 26       | 0       | 10          | 0          | 2            | 0            | 0            | 0            | 28       | 0      | 10          | 0          |
| D. Mannini      | 36       | 5       | 6           | 0          | 2            | 1            | 0            | 0            | 38       | 6      | 6           | 0          |
| D. Messina      | -        | -       | -           | -          | -            | -            | -            | -            | -        | -      | -           | -          |
| M. Padalino     | 20       | 2       | 3           | 2          | 2            | 1            | 0            | 0            | 22       | 3      | 3           | 2          |
| A. Palombo      | 36       | 2       | 6           | 0          | 2            | 1            | 0            | 0            | 38       | 3      | 6           | 0          |
| G. Pazzini      | 37       | 19      | 3           | 1          | 2            | 2            | 0            | 0            | 39       | 21     | 3           | 1          |
| A. Poli         | 31       | 0       | 6           | 0          | 1            | 0            | 0            | 0            | 32       | 0      | 6           | 0          |
| N. Pozzi        | 17       | 2       | 4           | 0          | 1            | 0            | 0            | 0            | 18       | 2      | 4           | 0          |
| V. Regini       | -        | -       | -           | -          | -            | -            | -            | -            | -        | -      | -           | -          |
| M. Rossi        | 20       | 1       | 3           | 1          | 2            | 0            | 0            | 0            | 22       | 1      | 3           | 1          |
| S. Šćepović     | 2        | 0       | 0           | 0          | -            | -            | -            | -            | 2        | 0      | 0           | 0          |
| F. Semioli      | 26       | 2       | 1           | 0          | -            | -            | -            | -            | 26       | 2      | 1           | 0          |
| R. Soriano      | -        | -       | -           | -          | -            | -            | -            | -            | -        | -      | -           | -          |
| M. Stankevičius | 14       | 0       | 3           | 2          | 2            | 0            | 0            | 0            | 16       | 0      | 3           | 2          |
| M. Storari      | 19       | -14     | 2           | 0          | -            | -            | -            | -            | 19       | -14    | 2           | 0          |
| E. Testardi     | 5        | 0       | 0           | 0          | -            | -            | -            | -            | 5        | 0      | 0           | 0          |
| F. Tissone      | 29       | 0       | 3           | 1          | 2            | 0            | 0            | 0            | 31       | 0      | 3           | 1          |
| L. Zauri        | 32       | 0       | 7           | 0          | 1            | 0            | 0            | 0            | 33       | 0      | 7           | 0          |
| R. Ziegler      | 37       | 2       | 5           | 0          | 1            | 0            | 0            | 0            | 38       | 2      | 5           | 0          |